# Joan Harrison
Joan Harrison (Guildford, Surrey, 26 de juny de 1907 - Londres, 14 d'agost de 1994) va ser una  productora de cinema i guionista anglesa.
Als 21 anys, es va convertir en la secretària d'Alfred Hitchcock. Amb el temps, va començar a llegir llibres i guions per a ell i es va convertir en un dels seus socis de confiança. Quan Hitchcock es va traslladar a Hollywood per fer cinema, Harrison la va seguir, com a ajudanta i editora.
Va guanyar el títol de guionista quan va escriure la pel·lícula Jamaica Inn (1939). Harrison va continuar escrivint guions, Rebecca (1940), Enviat especial (1940), Sospita (1941), Saboteur (1942), Dark Waters (1944) i Night (1946). Va ser la guionista, tot i no sortir als crèdits de Ride the Pink Horse (1947) i Your Witness (1950).
A l'època va ser una de les tres dones en ocupar el lloc de productora a Hollywood. Les altres dos són Virginia Van UPP i Harriet Parsons.
Va ser contractada com a guionista per la Metro-Goldwyn-Mayer el 1941, i després com a productora a la  Universal el 1943.
Va produir els films Nocturne, Ride the Pink Horse (1947) i They Won't Believe Me (1947).
Harrison va treballar amb Hitchcock a la televisió quan va produir la sèrie de televisió Alfred Hitchcock Presents, 1955-1962.
Harrison va estudiar a la  Sorbona i a  Oxford.

## Premis i nominacions

### Nominacions
- 1941. Oscar al millor guió original per Enviat especial
- 1941. Oscar al millor guió adaptat per Rebecca